# Ludwig Schwab (Fotograf)
Ludwig Schwab (* 1899 oder 1900; † 4. September 1939 in Wien) war ein österreichischer Porträtfotograf.

## Leben
Ludwig Schwab war ab den späten 1920er Jahren als Amateurfotograf tätig und konnte mit seinen Arbeiten Preise gewinnen, etwa beim internationalen Wettbewerb der Gevaert-Werke 1931.
Im Schuljahr 1935/36 besuchte er die Graphische Lehr- und Versuchsanstalt in Wien und eröffnete kurz vor seinem Tod sein eigenes Atelier in Wien in der Castellezgasse 29 (Gewerbeanmeldung 1938).
Er starb im 40. Lebensjahr unerwartet an einem Herzleiden.  Er wurde am evangelischen Teil des Wiener Zentralfriedhof bestattet.

## Schaffen
Seine Porträtaufnahmen erschienen – auch schon vor seiner beruflichen Beschäftigung mit der Fotografie – u. a. in der Monatsschrift für Kultur und Politik oder in Radio Wien. Illustrierte Wochenschrift der österreichischen Radio Verkehrs-A.G.
1937/38 war ihm im Österreichischen Museum für Kunst und Industrie die Einzelausstellung „Antlitz und Ausdruck – Photographische Bildnisstudien von Ludwig Schwab“ gewidmet, für die er 1937 von der Photographischen Gesellschaft mit der Bronzenen Medaille ausgezeichnet worden war.
„Schwab trat mit einigen sehr beachtenswerten Ausstellungen photographischer Portraits vor die Oeffentlichkeit, welche seine starke Begabung für das naturalistische Portrait erkennen ließen. Die Presse und mehrere Kunstsachverständige würdigten das eigenartige Schaffen dieses jungen Photographen.“